# Dorfstraße 3 (Rätzlingen)

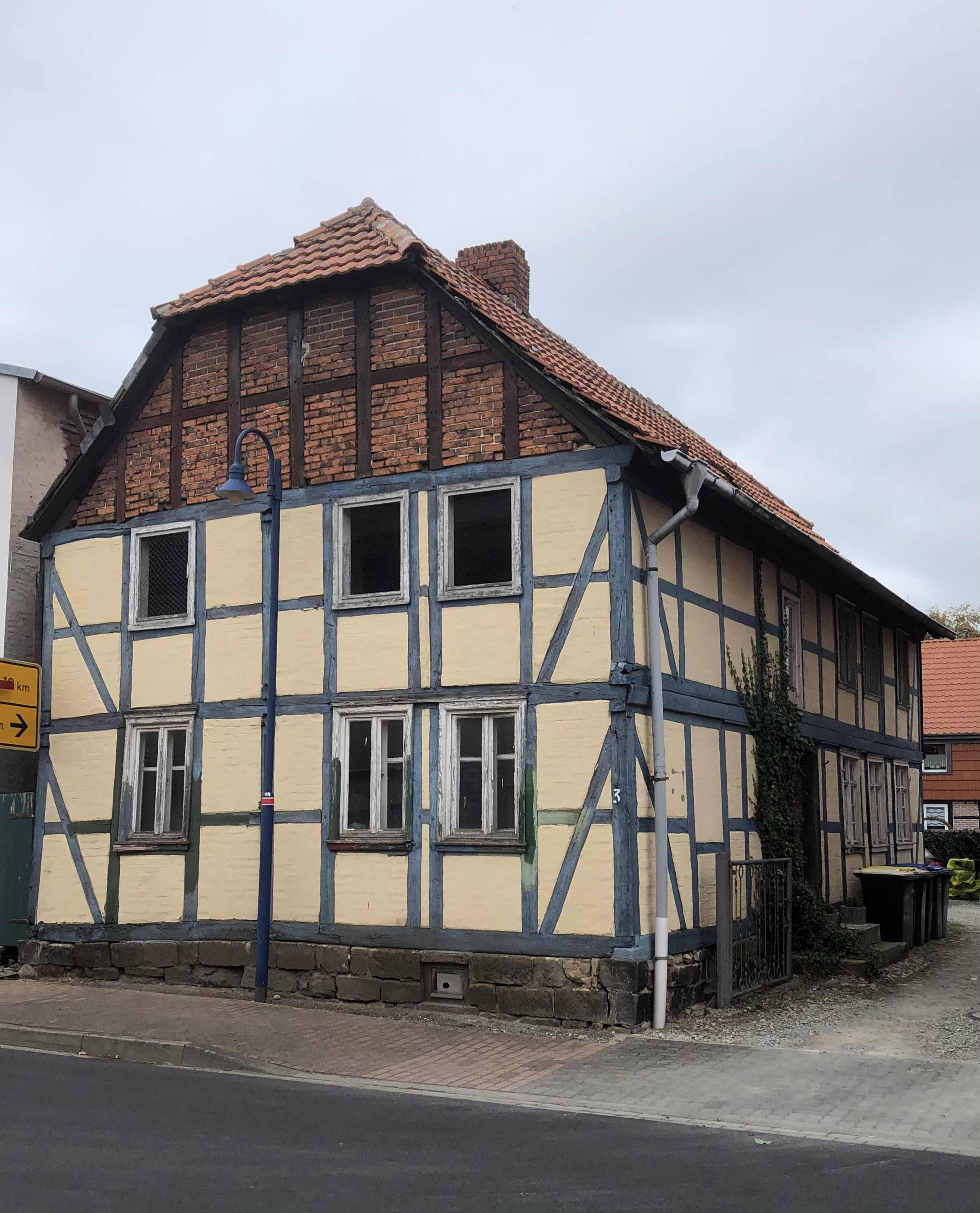
Dorfstraße 3 in Rätzlingen, 2021

Die Dorfstraße 3 ist ein denkmalgeschütztes Bauernhaus in Oebisfelde-Weferlingen in Sachsen-Anhalt.

## Lage
Das straßenbildprägende Gebäude befindet sich im Ortszentrum des Ortsteils Rätzlingen giebelständig auf der Nordseite der Dorfstraße.

## Architektur und Geschichte
Das zweigeschossige Wohnhaus entstand nach einer am Gebäude befindlichen Inschrift im Jahr 1840. Der Fachwerkbau war als Altenteil vorgesehen. Die Schwelle des Hauses ist mit einer Inschrift versehen. Bedeckt ist das Gebäude mit einem Krüppelwalmdach.
Derzeit (Stand 2021) steht das Haus leer und ist sanierungsbedürftig.
Im örtlichen Denkmalverzeichnis ist das Bauernhaus unter der Erfassungsnummer 094 84835 als Baudenkmal verzeichnet.